# When It's All Over We Still Have to Clear Up
When It's All Over We Still Have to Clear Up é um álbum da banda Snow Patrol lançado em 2001.

## Faixas
| CD  |                                                |         |  |
| N.º | Título                                         | Duração |  |
| 1.  | "Never Gonna Fall in Love Again"               | 2:10    |  |
| 2.  | "Ask Me How I Am"                              | 2:34    |  |
| 3.  | "Making Enemies"                               | 4:18    |  |
| 4.  | "Black and Blue"                               | 3:40    |  |
| 5.  | "Last Ever Lone Gunman"                        | 2:43    |  |
| 6.  | "If I'd Found the Right Words to Say"          | 4:47    |  |
| 7.  | "Batten Down the Hatch"                        | 3:29    |  |
| 8.  | "One Night Is Not Enough"                      | 3:23    |  |
| 9.  | "Chased by... I Don't Know What"               | 2:41    |  |
| 10. | "On/Off"                                       | 2:40    |  |
| 11. | "An Olive Grove Facing the Sea"                | 5:18    |  |
| 12. | "When It's All Over We Still Have to Clear Up" | 3:17    |  |
| 13. | "Make Love to Me Forever"                      | 2:55    |  |
| 14. | "Firelight"                                    | 3:43    |  |

| Relançamento de 2006 |                      |         |  |
| N.º                  | Título               | Duração |  |
| 15.                  | "In Command of Cars" | 3:59    |  |
| 16.                  | "Talk to the Trees"  | 1:57    |  |
| 17.                  | "Monkey Mobe"        | 1:16    |  |
| 18.                  | "Workwear Shop"      | 2:25    |  |
| 19.                  | "Ask Me How I Am"    | 2:44    |  |

## Paradas musicais e certificações
| Paradas         | Certificador | Melhor posição | Vendas  | Certificação |
| --------------- | ------------ | -------------- | ------- | ------------ |
| UK Albums Chart | BPI          | 129            | 100 000 | Ouro         |

## Pessoal
Snow Patrol
- Gary Lightbody - vocal, guitarra, backing vocal
- Mark McClelland - baixo, vocal extra na faixa 7
- Jonny Quinn - bateria, extra vocals on track 7

Outros
- Liam Saunders - piano elétrico na faixa 3
- Mick Cooke - fliscorne, trombeta na faixa 3
- Stuart Murdoch - piano nas faixas 6 e 14
- Kevin Lynch - vocal extra na faixa 7
- Rob Dillam - guitarra extra na faixa 8; violão na faixa 11
- Richard Colburn - percussão na faixa 9
- Fly by Heart - coro na faixa 11
- John Todd - trombeta na faixa 11
- Peter Harvey - violoncelo na faixa 12
- David Burke - viola na faixa 12
- Caroline Evans - violino na faixa 12
- Tom Simpson - teclado
- Michael Brennan, Jr. - produtor